# イエンミン県

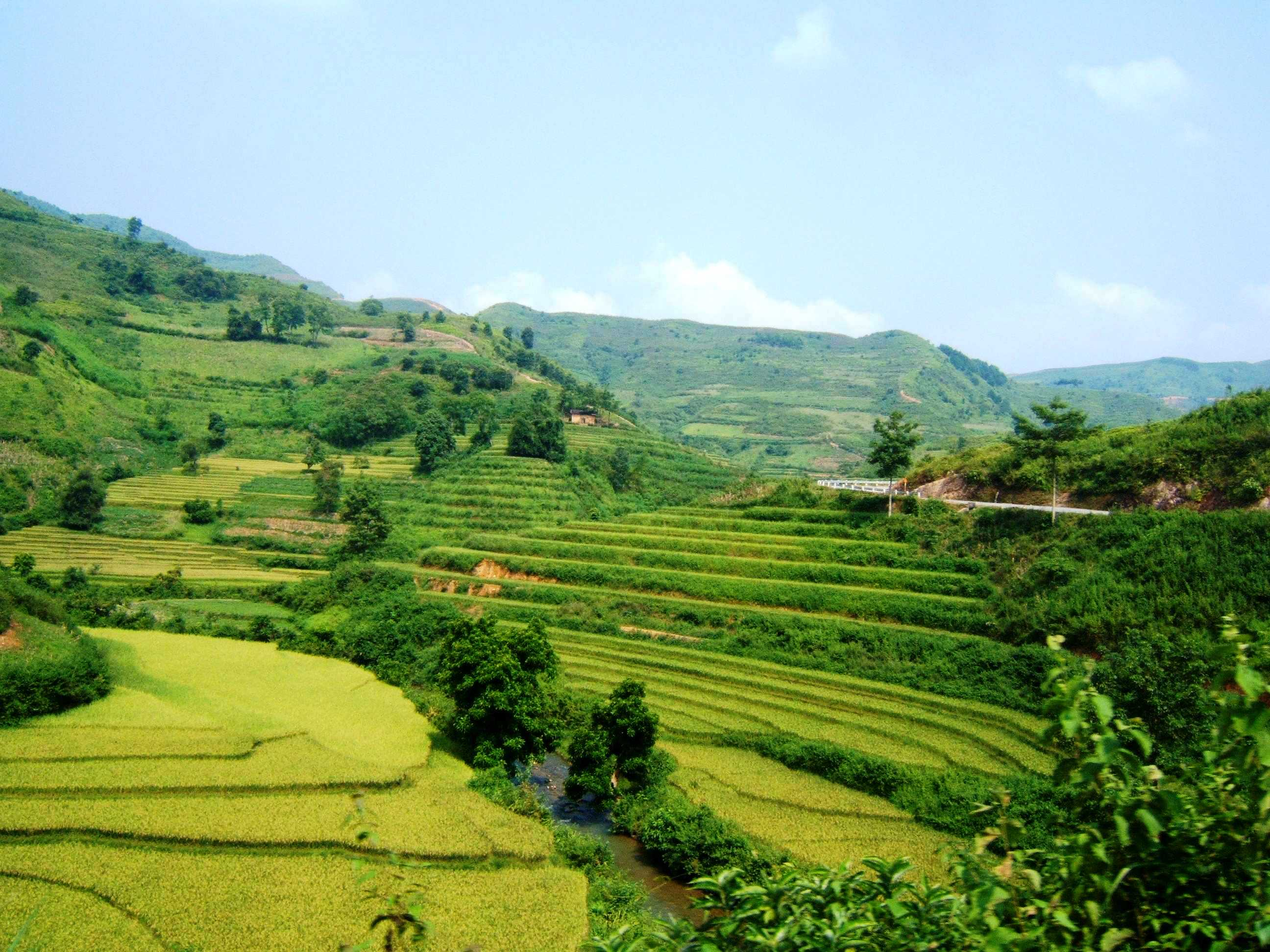
春の棚田

イエンミン県（イエンミンけん、ベトナム語：Huyện Yên Minh / 縣安銘?）は、ベトナム社会主義共和国ハザン省の県。面積は784.36 km²、人口は90,200人（2018年）である。

## 行政区画
1市鎮17社から構成される。